# Xonotlita
La xonotlita es un mineral de la clase de los inosilicatos, y dentro de esta del llamado “grupo de la xonotlita”. Fue descubierta en 1866 en Tetela de Xonotla, en el estado de Puebla (México), siendo nombrada así por esta localidad. Sinónimos poco usados son: eakleíta, xenotlita, xonaltita o xonolita.

## Características químicas
Es un silicato hidroxilado de calcio.
Además de los elementos de su fórmula, suele llevar como impurezas: hierro, manganeso y agua.

## Formación y yacimientos
Se encuentra en vetas en rocas serpentinas o en zonas de metamorfismo de contacto en rocas calizas.
Suele encontrarse asociado a otros minerales como: tobermorita, clinoedrita, wollastonita, diópsido, taumasita, laumontita, estibina o apofilita.

## Usos
Algunos raros ejemplares pueden ser empleados como gema de uso en joyería.